# Ширак (футбольный клуб)
«Шира́к» (арм. Ֆուտբոլային Ակումբ „Շիրակ“ Գյումրի) — армянский футбольный клуб из города Гюмри. Основан в 1958 году. Клуб является одним из старейших в Армении.
«Ширак» является одной из самых титулованных команд Армении: 4-кратный чемпион Армении (1992, 1994, 1999, 2012/2013), двукратным обладателем Кубка Армении (2011/12, 2016/2017), 5-кратным обладателем Суперкубка Армении (1996, 1999, 2003, 2013, 2017).
Клуб выступает на Городском стадионе города Гюмри.
С 2010 года владельцем клуба является владелец группы компаний «Sovrano» — Арман Саакян.

## Прежние названия
- 1958—1986 и 1989—1991: «Ширак» Ленинакан
- 1987—1988: «Олимпия» Ленинакан
- 1991 — «Ширак» Кумайри
- с 21 сентября 1991 — «Ширак» Гюмри

## История

### Основание
Клуб был основан в 1958 году в Ленинакане. К тому времени в городе уже имелась одна команда, названия которой периодически менялись («Спартак», «Динамо», «Строитель» и последнее «Красное знамя»). «Ширак» был основан городским советом города. За счет руководства города команда существовала и выступала на Городском стадионе Ленинакана/Гюмри до 1990 года.

### Первенство и Кубок СССР
За всё время пребывания в числе участников чемпионата, «Ширак» практически находился только во второй лиге СССР. Изменения касались только зон, где команда участвовала.

Команда Ширак, 1959 год

В розыгрыше Кубка СССР по футболу 1959/60 года «Ширак», выступая в классе «Б», выиграл у играющих в высшей лиге «Крылья Советов» Куйбышев 5:0 и «Молдову» Кишинёв, и вышел в четвертьфинал, проиграв в Тбилиси «Динамо».
В 1987—1988 годах выступал под названием «Олимпия». Команда выступала с переменными успехами, занимая места как в верхней части турнирной таблицы, так и в нижней её части. В 1991 году команду приняли под свою опеку группа футбольных энтузиастов из Гюмри. В том первенстве СССР, которое стало последним в истории как «Ширака», так и самого чемпионата СССР, команда заняла 2-е итоговое место во второй лиге республиканской зоны. В это время в команде играли такие игроки как: Оганес Тагмазян, Артур Петросян, Арутюн Варданян и многие другие. Тогда же был избран президент клуба — Гарник Хачатрян.

### Упадок (2004—2010)
С начала XXI века клуб находится в удручающем состоянии. Финансовая нестабильность выливается и в нестабильные результаты. На данном этапе клуб пополняется бывшими воспитанниками, которые несколько лет не имеют игровой практики. А молодые и перспективные футболисты перешли в новые команды (Тигран Давтян, Карен Алексанян, Армен Тигранян итд). В начале 2005 года Андраник Адамян перешёл в менеджерскую деятельность, а главным тренером команды вновь стал Жора Барсегян.
В 2009 году руководством клуба была поставлена задача омолодить состав команды. Главным тренером команды стал в 2008 году окончивший игровую карьеру Вардан Бичахчян. В состав команды все более стали попадать игроки из дубля. В этом году команда смогла занять 6-е место.
Сезон 2010 года команда начала с серии поражений. Только в 9-м туре была одержана первая победа над «Киликией». Этот показатель является антирекордным в истории клуба. Дальше «Ширак» терпел поражение за поражением. К середине чемпионата клуб прочно осел на последней строчке с 3 очками. В сложившейся ситуации прошла новость о продаже клуба владельцем и президентом Гарником Хачатряном, который не имеет возможности стабильно финансировать клуб. Предложением Хачатряна заинтересовался муниципалитет города, который сделал предложение о приобретении клуба. Главная цель данного изменения является улучшенное финансирование клуба, который сводит концы с концами.

### Изменение ситуации (с 2010)
9 августа стало известно, что клуб приобрёл владелец группы компаний «Соврано» Арман Саакян. После заключения сделки игрокам были выплачены все деньги за прошедшие месяцы, а также увеличена вдвое зарплата. Команда приступила к полноценным тренировкам, в которых долгое время периодически отсутствовала. Новым руководством клуба была поставлена задача сохранения места в Премьер-лиге на следующий сезон. Команда боролась практически до конца чемпионата, но с последнего места выбраться не смогла. По регламенту, команда занявшая последнее место в турнирной таблице должна была перейти в первую лигу. Однако на очередном заседании исполкома ФФА, которое состоялось 12 ноября, было принято решение оставить «Ширак» в Премьер-лиге на следующий сезон.
25 ноября главным тренером «Ширака» был назначен Самвел Петросян. Из-за отсутствия лицензии «А» он был заявлен, как администратор команды, а его помощник Феликс Ходжоян — как исполняющий обязанности главного тренера. Перед тренерским штабом на новый сезон была поставлена цель — развитие футбола в Гюмри и восстановление футбольных традиций города. Также Петросян заметил что в команде не будет легионеров, в основном в составе будут выступать гюмрийцы. При Петросяне команда удачно выступила в Кубке страны. «Ширак» выбил из борьбы обладателя Кубка Армении «Пюник» (2010) и действующего чемпиона страны «Улисс» (2010). «Ширак» дошёл аж до финала, где в соперничестве с «Микой», был повержен 1:4. Однако команда неудачно выступила в чемпионате в первой половине, тем самым сподвигнув руководство клуба отправить Петросяна в отставку, из-за неудовлетворительных результатов.
Новым тренером стал возглавлявший[что?] доселе Вардан Бичахчян, перешедший в клуб из дубля, но в данном первенстве изменить ситуацию было невозможно. «Ширак» крепко осел на 7-м месте, так и окончив Первенство Армении.
На новый сезон 2012/2013 задача поставленная перед командой не изменилась. В начале сезона основную ставку было сделано на Кубок Армении. Только теперь недостающие игроки на позициях были заменены на легионеров из Африки. Уже к марту 2012 года в «Шираке» играли 4 легионера из Африки (Дам Диоп и Йоро Ли из Сенегала, Исмаэль Фофана и Борис Кадио из Кот д'Ивуара). В 2012 году «Ширак» уже в пятый раз принимал участие в финале Кубка Армении. Матч был назначен на 29.04.2012 в новым отремонтированном стадионе города Гюмри, где встречались «Ширак» и «Импульс». И в этот день «Ширак» за всю свою историю впервые стал обладателем Кубка Армении.
В этом же году «Ширак» после долгого перерыва выступил в Еврокубках, дойдя до второго квалификационного раунда Лиги Европы 2012/13, выбив из борьбы «Рудар» (Плевля, Черногория)) и уступив «Бней Иегуде» (Тель-Авив, Израиль).
В 2013 году «Ширак» третий раз подряд участвовал в финале Кубка Армении (6-й в общем счете), где соперником был «Пюник». «Ширак» уступил со счетом 0:1.

Чемпионы Армении 2012/13

В сезоне 2012/2013 после Лиги Европы «Ширак» был на втором месте и лишь на 3 очка уступал лидирующему «Мике». До конца 2012 года «Ширак» и «Мика» попеременно возглавляли турнирную таблицу. И лишь с начала 2013 года «Ширак» крепко упрочил своё первое место и за два тура до окончания чемпионата завоевал титул чемпиона Армении. Лучшим бомбардиром команды стал Йоро Ли, который по результативности за один сезон сравнился с лучшим бомбардиром Клуба Артуром Петросяном (18 голов).
После чемпионата «Ширак» начал готовиться к Лиге чемпионов, сыграв товарищеский матч с «Динамо» Тбилиси вничью.
«Ширак» стартовал в Лиге чемпионов с первого квалификационного раунда, где одержал победу над «Тре Пенне» (Сан Марино) с общим счетом 3:1. Во втором квалификационном раунде соперником «Ширака» стал «Партизан» (Белград, Сербия). Оба матча завершились вничью (дома 1:1, в гостях 0:0).
В сентябре 2013 года проводился Суперкубок Армении имени Акопа Тонояна, где встречались «Ширак», как Чемпион Армении и «Пюник», как обладатель Кубка Армении. «Ширак» выиграл матч со счетом 1:0, и после десятилетнего перерыва стал обладателем Суперкубка Армении.

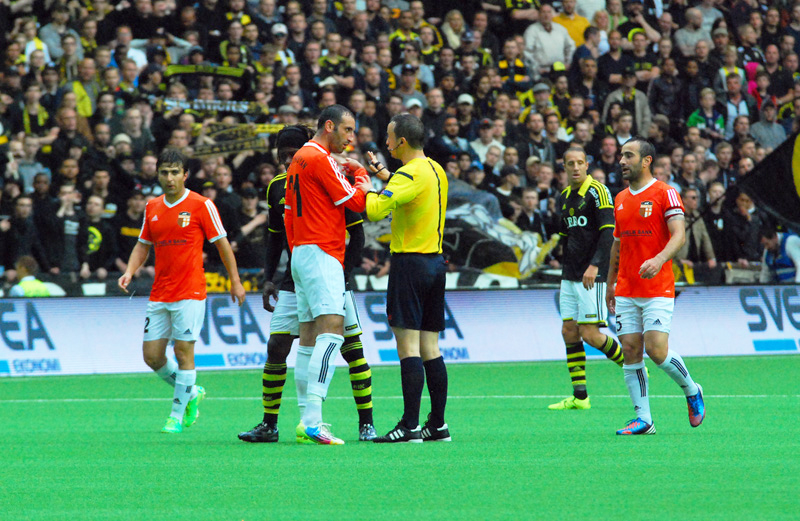
АИК — Ширак (Лига Европы УЕФА 2015/2016)

В январе 2014 года руководству клуба удалось договориться о товарищеском матче с самым титулованным клубом США «Лос-Анджелес Гэлакси». Матч состоялся 8 февраля на стадионе «Стабхаб Сентер», Лос-Анджелес, который завершился со счетом 2:1 в пользу хозяев. Именно в США «Ширак» приобрёл спортивную комплектацию «Адидас».
В июне «Ширак» подписал договор о сотрудничестве с ФК «Краснодар» (Россия) и уже в том же месяце два футболиста из Краснодара перешли в «Ширак», а ивуарский футболист Эбуе перешел в «Краснодар».
В чемпионате Армении сезона 2014/15 «Ширак» стал вице-чемпионом и снова получил право играть в Лиге Европы. В первом квалификационном раунде оппонентом стал «Шахтёр» Караганда (Казахстан), «Ширак» проиграл 1:6. Несколько игроков «Ширака» перешли в европейские страны (Португалия, Дания, Чехия и тд.), а их место в клубе заняли воспитанники клуба и игроки из Африки (Кот д'Ивуар и Гана).

## Стадион
Домашней ареной «Ширака» является Городской стадион Гюмри. Единственный стадион города на котором возможно проводит матчи уровня чемпионата Армении. Построен в 1924 году, открытие стадиона состоялось год спустя. Городской стадион принимал матчи с участием «Ширака» и в союзные времена.

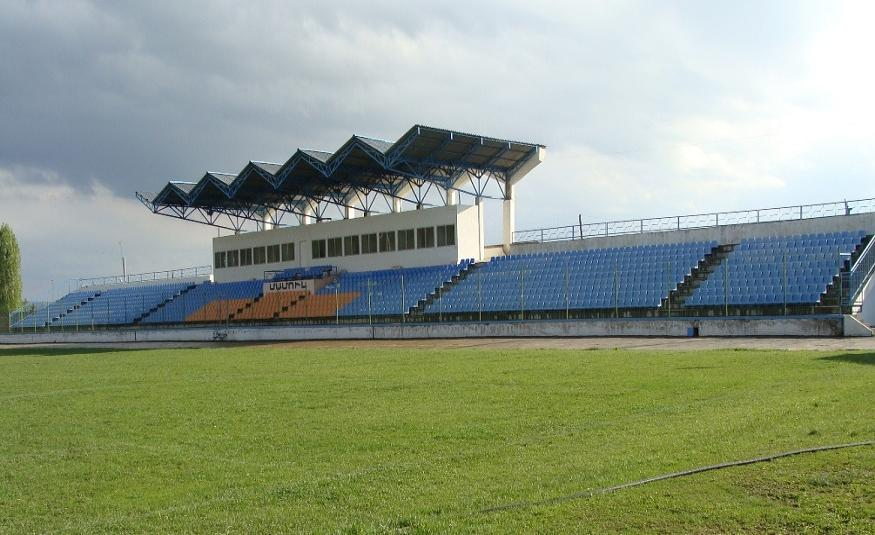
Городской стадион 2000 г.

В 1998 году прошла частичная реконструкция стадиона. Дальнейшее запущение привело к тому, что стадионом данное сооружение было трудно назвать. Даже поле не соответствовало тому уровню, которому должно было соответствовать. Прежние владельцы, на неоднократное порицание со стороны футбольной общественности, не собирались изменять положение. С продажей клуба новым владельцам ситуация резко изменилась в лучшую сторону. Изменения коснулись и стадиона, который сразу был закрыть на реконструкцию. Домашним стадионом в сезоне 2011 «Ширак» выбрал стадион в Иджеване — «Арнар».

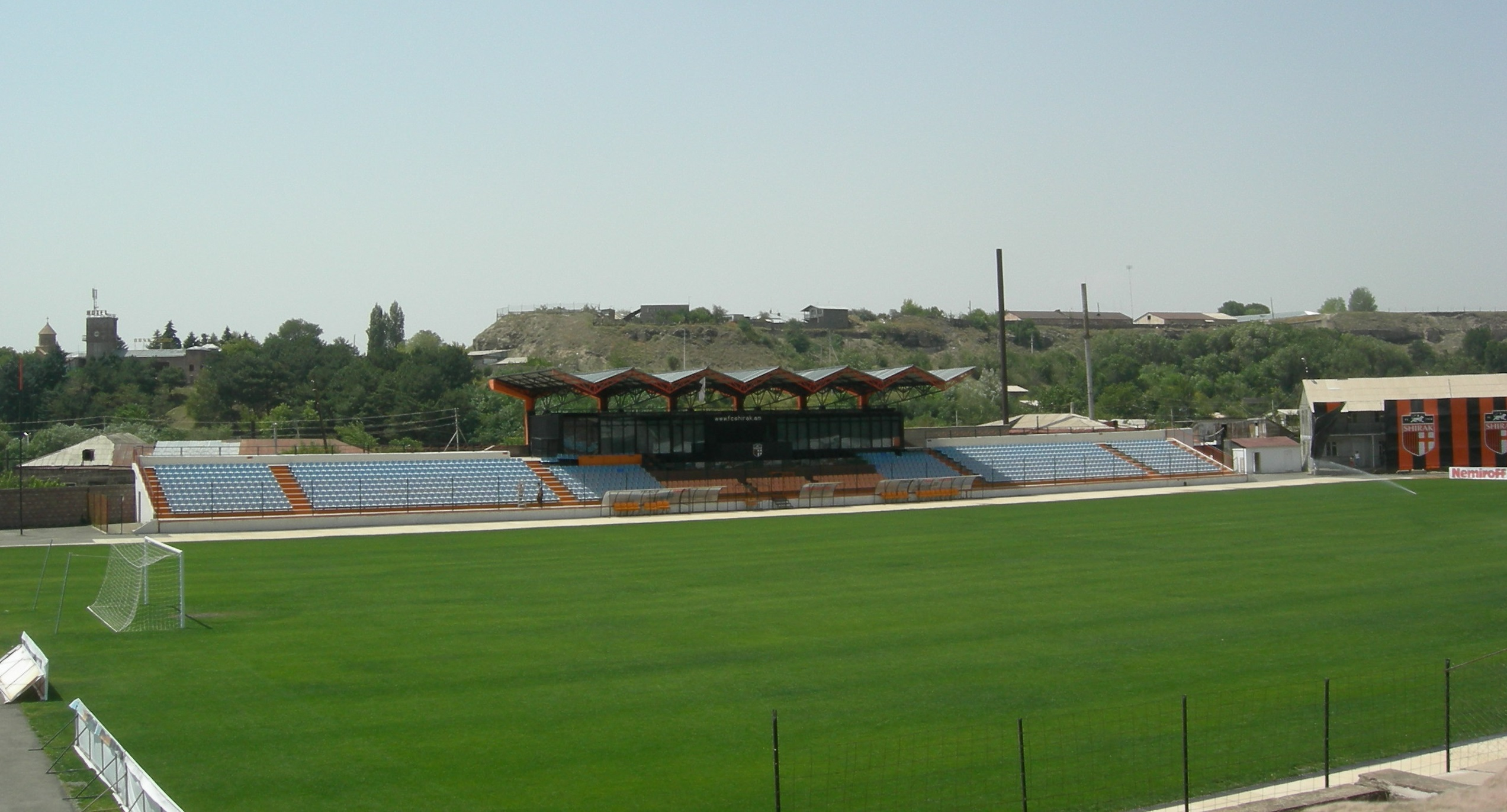
Городской стадион 2012 г.

В стадионе полностью поменялась инфраструктура и поле. В течение года на поле былa выстроена новая основа (на песке), новая поливная система и дренажная система, которая уже полностью соответствовала стандартам ФИФА и УЕФА. Были также отремонтированы административное здание и здание предназначенное для особых гостей. Были частично отремонтированы трибуны и увеличены места VIP (с 20 до 52 мест). Была построена президентская ложа.
Открытие стадиона было назначено на 29 апреля 2012 года. В этот день проводился финал Кубка Армении 2011/12, где встречались «Ширак» ФК и «Импульс». На открытие стадиона приехали президент Армении Серж Саргсян, а также президент Футбольной Федерации Армении Рубен Айрапетян. Матч выиграл «Ширак», который впервые за всю свою историю стал обладателем Кубка Армении.
«Ширак» с успехом начал проводить свои домашние игры на родном стадионе. В протяжении сезона 2012/2013 «Ширак» не проиграл ни одной игры на домашнем стадионе, три игры сыграл вничью («Ширак» 1:1 «Мика» ФК, 16.05.2012; «Ширак» 1:1 «Импульс» ФК, 02.09.2012; «Ширак» 2:2 «Гандзасар» ФК, 12.05.2013), и одержал 15 побед, что способствовало «Шираку» становиться чемпионом Армении сезона 2012/13.
В 2012 году стадион получил вторую категорию ФИФА, что дало право «Шираку» выступать в еврокубках на родном стадионе.

## Клубные цвета и форма

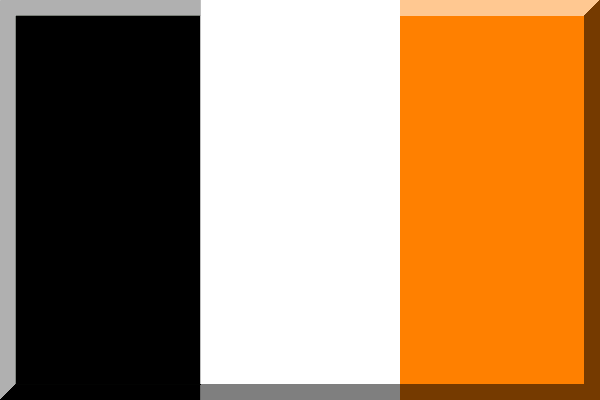
Клубные цвета

| 1999 | до 2009 | 2010 | 2011 - 2013 | с 2014 |

## Бренды и спонсорство[значимость факта?]
Производителем формы для клуба является компания Kappa, с которым был заключён контракт в 2010 году на поставку обмундирования для команды[значимость факта?].
С сезона 2012/2013 на майках стал писаться главный спонсор клуба Sovrano[значимость факта?].
Во время сборов в Лос-Анджелесе зимой 2014 года Ширак приобрел спортивную комплектацию Адидас и начал выступать в этих футболках как на национальном первенстве, так и на международной арене[значимость факта?].
| Период    | Изготовитель формы | Титульный спонсор |
| --------- | ------------------ | ----------------- |
| 2010—11   | Kappa              | GYUMRI Beer       |
| 2012-2013 | Kappa              | SOVRANO           |
| С 2014    | Adidas             | SOVRANO           |

## Выступления в еврокубках
| Сезон   | Турнир              | Раунд                   | Соперник             | Дома | В гостях | Общий счёт |  |
| ------- | ------------------- | ----------------------- | -------------------- | ---- | -------- | ---------- |  |
| 1995/96 | Кубок УЕФА          | Предварительный раунд   | Заглембе (Любин)     | 0:1  | 0:0      | 0:1        |  |
| 1996/97 | Кубок УЕФА          | Предварительный раунд   | Анортосис            | 2:2  | 0:4      | 2:6        |  |
| 1998/99 | Кубок УЕФА          | Первый отборочный раунд | Мальме               | 0:2  | 0:5      | 0:7        |  |
| 1999/00 | Кубок УЕФА          | Предварительный раунд   | ХИК                  | 1:0  | 0:2      | 1:2        |  |
| 2000/01 | Лига чемпионов УЕФА | Первый отборочный раунд | БАТЭ                 | 1:1  | 1:2      | 2:3        |  |
| 2001    | Кубок Интертото     | Первый раунд            | Татабанья            | 1:3  | 3:2      | 4:5        |  |
| 2002    | Кубок Интертото     | Первый раунд            | Санта-Клара          | 3:3  | 0:2      | 3:5        |  |
| 2003/04 | Кубок УЕФА          | Первый отборочный раунд | Норшелланн           | 0:2  | 0:4      | 0:6        |  |
| 2004/05 | Кубок УЕФА          | Первый отборочный раунд | Тирасполь            | 1:2  | 0:2      | 1:4        |  |
| 2012/13 | Лига Европы УЕФА    | Первый отборочный раунд | Рудар (Плевля)       | 1:1  | 1:0      | 2:1        |  |
| 2012/13 | Лига Европы УЕФА    | Второй отборочный раунд | Бней-Йегуда          | 0:1  | 0:2      | 0:3        |  |
| 2013/14 | Лига чемпионов УЕФА | Первый отборочный раунд | Тре Пенне            | 3:0  | 0:1      | 3:1        |  |
| 2013/14 | Лига чемпионов УЕФА | Второй отборочный раунд | Партизан (Белград)   | 1:1  | 0:0      | 1:1(г)     |  |
| 2014/15 | Лига Европы УЕФА    | Первый отборочный раунд | Шахтер (Караганда)   | 1:2  | 0:4      | 1:6        |  |
| 2015/16 | Лига Европы УЕФА    | Первый отборочный раунд | Зриньски             | 2:0  | 1:2      | 3:2        |  |
| 2015/16 | Лига Европы УЕФА    | Второй отборочный раунд | АИК                  | 0:2  | 0:2      | 0:4        |  |
| 2016/17 | Лига Европы УЕФА    | Первый отборочный раунд | Дила                 | 1:0  | 0:1      | 1:14:1     |  |
| 2016/17 | Лига Европы УЕФА    | Второй отборочный раунд | Спартак (Трнава)     | 1:1  | 0:2      | 1:3        |  |
| 2017/18 | Лига Европы УЕФА    | Первый отборочный раунд | Горица (Нова-Горица) | 0:2  | 2:2      | 2:4        |  |
| 2020/21 | Лига Европы УЕФА    | Первый отборочный раунд | Стяуа                | -    | 0:3      | 0:3        |  |

### Результаты против клубов разных стран
| Страна               | М | В | Н | П | % побед | МЗ | МП | РМ  |
| -------------------- | - | - | - | - | ------- | -- | -- | --- |
| Белоруссия           | 2 | 0 | 1 | 1 | 0       | 2  | 3  | −1  |
| Босния и Герцеговина | 2 | 1 | 0 | 1 | 50      | 3  | 2  | 1   |
| Венгрия              | 2 | 1 | 0 | 1 | 50      | 4  | 5  | −1  |
| Дания                | 2 | 0 | 0 | 2 | 0       | 0  | 6  | −6  |
| Израиль              | 2 | 0 | 0 | 2 | 0       | 0  | 3  | −3  |
| Казахстан            | 2 | 0 | 0 | 2 | 0       | 1  | 6  | −5  |
| Кипр                 | 2 | 0 | 1 | 1 | 0       | 2  | 6  | −4  |
| Молдавия             | 2 | 0 | 0 | 2 | 0       | 1  | 4  | −3  |
| Польша               | 2 | 0 | 1 | 1 | 0       | 0  | 1  | −1  |
| Португалия           | 2 | 0 | 1 | 1 | 0       | 3  | 5  | −2  |
| Сан-Марино           | 2 | 1 | 0 | 1 | 50      | 3  | 1  | 2   |
| Сербия               | 2 | 0 | 2 | 0 | 0       | 1  | 1  | 0   |
| Словения             | 1 | 0 | 0 | 1 | 0       | 0  | 2  | −2  |
| Финляндия            | 2 | 1 | 0 | 1 | 50      | 1  | 2  | −1  |
| Черногория           | 2 | 1 | 1 | 0 | 50      | 2  | 1  | 1   |
| Швеция               | 5 | 0 | 0 | 5 | 0       | 0  | 15 | −15 |

| Турнир                   | Игры | Победы | Ничьи | Поражения | Голов забито | Голов пропущено |
| ------------------------ | ---- | ------ | ----- | --------- | ------------ | --------------- |
| Лига Чемпионов УЕФА      | 6    | 1      | 3     | 2         | 6            | 5               |
| Кубок УЕФА / Лига Европы | 23   | 3      | 3     | 17        | 10           | 43              |
| Кубок Интертото          | 4    | 1      | 1     | 2         | 7            | 10              |
| Итого                    | 33   | 5      | 7     | 21        | 23           | 59              |

### Крупнейшие победы и поражения
Самые крупные победы:
В чемпионате Армении:
- «Ширак» — «Лернагорц» Капан — 13:1 (2000 год)

В кубке Армении:
- «Ширак» — «Динамо» Ереван — 12:1 (1996/97 год)

В европейских кубках:
- «Ширак» — «Тре Пенне» — 3:0 (2013 год)

Самые крупные поражения:
В чемпионате Армении:
- «Ширак» — «Пюник» Ереван — 0:7 (2006 год)
- «Мика» Аштарак — «Ширак» — 7:0 (2009 год)

В кубке Армении:
- «Ширак» — «Бананц» Ереван — 2:5 (2005 год)
- «Ширак» — «Мика» Аштарак — 1:4 (2007 год)
- «Ширак» — «Мика» Аштарак — 0:3 (2003 год)

В европейских кубках:
- «Мальмё» (Швеция) — «Ширак» — 5:0 (1998 год)

## Достижения

### СССР
Четвертьфиналист Кубка СССР1959/60

### Армения

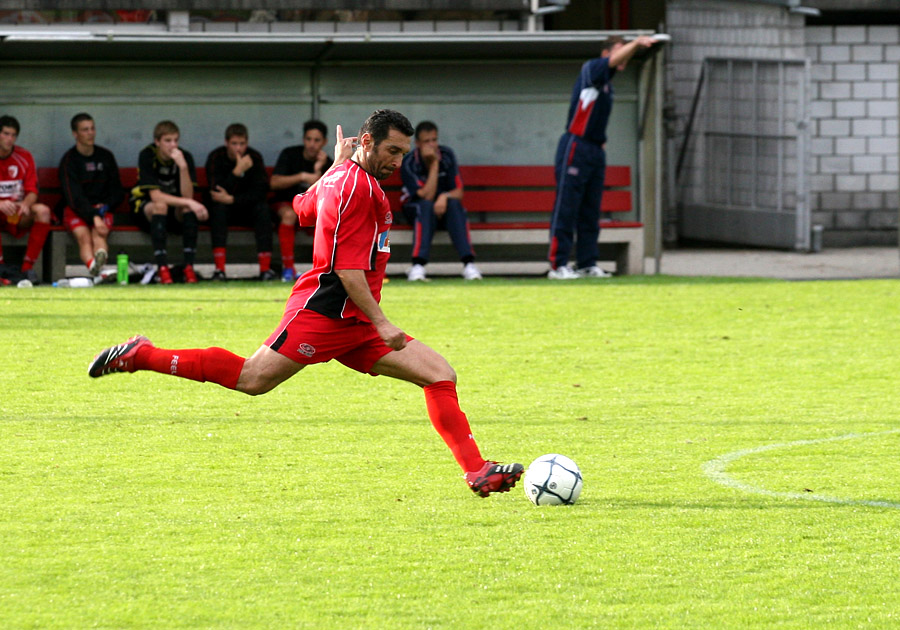
Арутюн Варданян
(Лучший футболист 1997)

Чемпион Армении (4)1992, 1994, 1999, 2012/2013
Серебряный призёр чемпионата Армении (7)1993, 1995/96, 1997, 1998, 2002, 2013/14, 2015/16
Бронзовый призёр чемпионата Армении (4)2000, 2003, 2014/15, 2016/17
Обладатель Кубка Армении (2)2011/12, 2016/17
Финалист Кубка Армении (6)1993, 1994, 1999, 2011, 2012/13, 2022/23
Обладатель Суперкубка Армении (5)1996, 1999, 2003, 2013, 2017
Финалист Суперкубка Армении (1)1998

### Достижения игроков
- Лучшие бомбардиры сезона:
  - 1995/96 — Ара Адамян (28)
  - 1997 — Артур Петросян (18)
  - 2014/15 — Жан-Жак Бугуи (21)
  - 2019/20 — Мори Коне (23)
- Лучший игрок года:
  - 1995/96 — Артур Петросян
  - 1997 — Арутюн Варданян
  - 2000 — Артур Петросян

## Рекордсмены

### Игроки с наибольшим количеством голов
Лучшие бомбардиры «Ширака». 
Данные на 01 октября 2013 года
| #  | Имя               | Кол-во голов |
| -- | ----------------- | ------------ |
| 1  | Артур Петросян    | 125          |
| 2  | Самвел Николян    | 66           |
| 3  | Андраник Барикян* | 66           |
| 4  | Арарат Арутюнян   | 60           |
| 5  | Ара Адамян        | 58           |
| 6  | Артем Бернецян    | 52           |
| 7  | Арутюн Варданян   | 50           |
| 8  | Карен Алексанян*  | 44           |
| 9  | Григор Григорян   | 43           |
| 10 | Тигран Давтян     | 42           |

### Игроки с наибольшим количеством матчей
Список футболистов, проведших наибольшее количество матчей в составе «Ширака». 
Данные на 22 октября 2013 года
| #  | Имя               | Чемпионат | Кубок | Суперкубок | УЕФА | СНГ | Итого | Сезон                |
| -- | ----------------- | --------- | ----- | ---------- | ---- | --- | ----- | -------------------- |
| 1  | Оганес Тагмазян   | 378       | 65    | 3          | 16   | 6   | 468   | 1992-2003, 2007—2011 |
| 2  | Гагик Маргарян    | 295       | 65    | 3          | 17   | 5   | 385   | 1992-2005            |
| 3  | Арарат Арутюнян   | 295       | 51    | 3          | 15   | 3   | 367   | 1995-2004, 2007—2012 |
| 4  | Раймонд Задурян   | 264       | 48    | 3          | 9    | 3   | 327   | 1992-2004, 2006—2008 |
| 5  | Тигран Давтян     | 240       | 41    | 2          | 17   | -   | 300   | 2000-2004, 2009—2013 |
| 6  | Андраник Барикян* | 228       | 43    | 2          | 10   | -   | 283   | 2001-2013            |
| 7  | Карен Хачатрян    | 245       | 31    | -          | 6    | 1   | 283   | 1999-2011            |
| 8  | Генрих Батикян    | 222       | 42    | 2          | 9    | 2   | 277   | 1997-2009            |
| 9  | Артур Петросян    | 214       | 45    | 2          | 6    | 6   | 273   | 1992-2000            |
| 10 | Карен Алексанян*  | 205       | 38    | 3          | 13   | 3   | 262   | 1997-2003, 2011—2013 |

## Главные тренеры клуба
| Главный тренер    | С    | Период     |
| ----------------- | ---- | ---------- |
| Акоп Дургарян     |      | 1958       |
| Гайк Андриасян    |      | 1959—1961  |
| Альберт Абрамян   |      | 1962—1964  |
| Гайк Андриасян    |      | 1965—1966  |
| Багдасар Мовсисян |      | 1967       |
| Акоп Дургарян     |      | 1968       |
| Гайк Андриасян    |      | 1969       |
| Саркис Овивян     |      | 1970       |
| Сергей Мхитарян   |      | 1971—1974  |
| Степан Матевосян  |      | 1975       |
| Сергей Мхитарян   |      | 1976—1978  |
| Жак Суприкян      |      | 1979       |
| Алёша Абрамян     |      | 1980       |
| Оганес Мантарлян  |      | 1981       |
| Сергей Мхитарян   |      | 1982—1983  |
| Андраник Адамян   |      | 1984—1985  |
| Жора Барсегян     |      | 1986       |
| Сергей Мхитарян   |      | 1987—1988  |
| Жора Барсегян     |      | 1989—1990  |
| Андраник Адамян   |      | 1991—2004  |
| Жора Барсегян     |      | 2005—2009  |
| Вардан Бичахчян   |      | 2009—2010  |
| Самвел Петросян   | а.к. | 2010—2011  |
| Вардан Бичахчян   |      | 2011—2020  |
| Тигран Давтян     |      | 2020—2023  |
| Эдгар Торосян     |      | 2023—н. в. |

## Президенты клуба
| Президент       | Период       |
| --------------- | ------------ |
| Гарник Хачатрян | 1991—2010    |
| Арман Саакян    | 2010 — н. в. |